# Grande-Synthe
Grande-Synthe là một xã của tỉnh Nord, thuộc vùng Hauts-de-France, miền bắc nước Pháp.

## Twin towns
Grande-Synthe kết nghĩa với:
- Cherepovets in Nga
- Suwałki in Poland